# Himatsuri

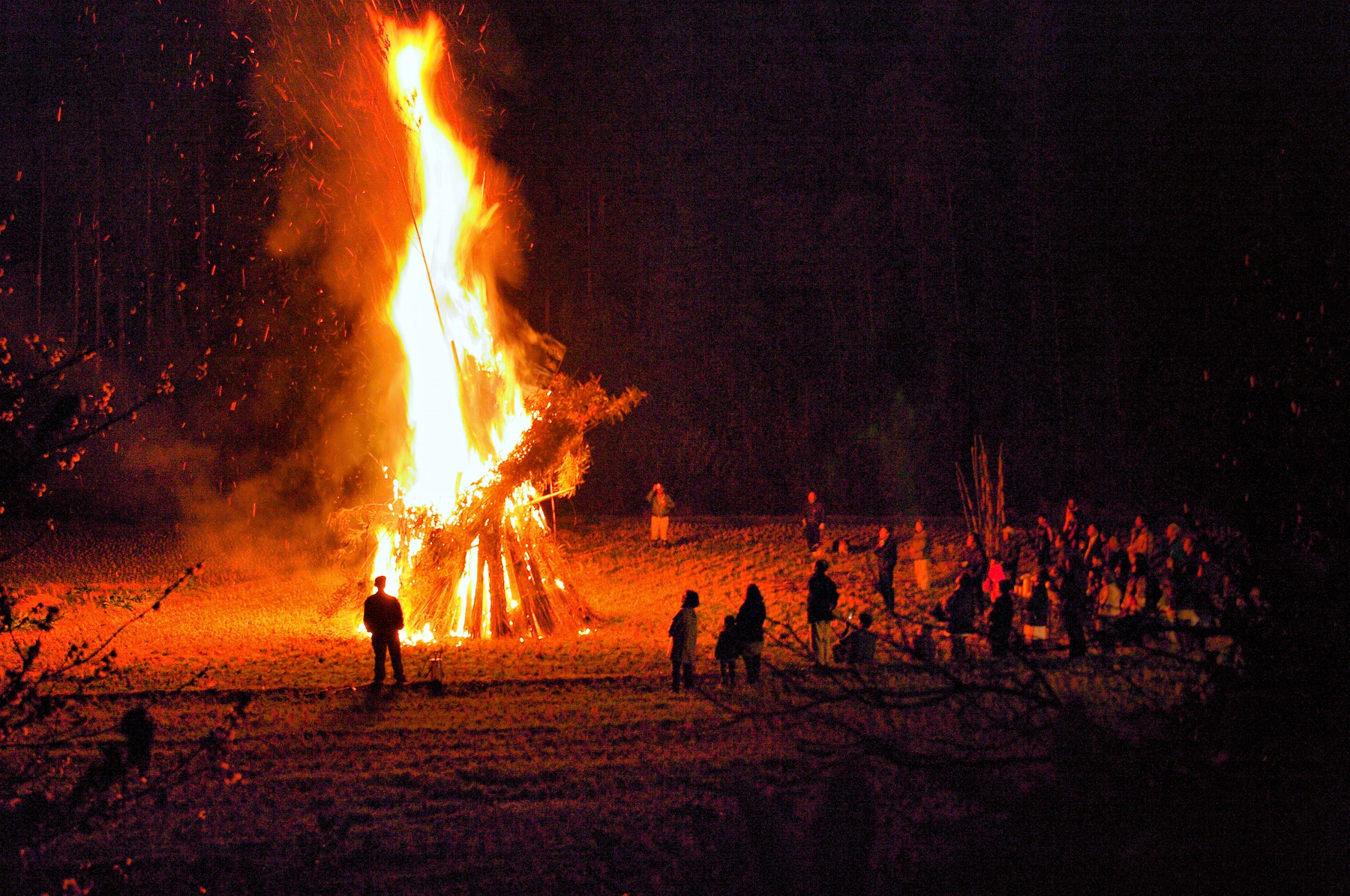
Fêtes de la préfecture de Kagoshima, janvier 2010

Himatsuri (火祭り : 火 = feu ; 祭り = festival ; littéralement « festival du feu ») est une fête qui a lieu au Japon. Pendant le festival, de nombreuses torches sont allumées et portées dans les rues des villes et villages.

## Principauxhimatsuri
- Fujiyoshida
- Kamikura-jinja
- Kumano
- Kyōto
- Toba